# Märkt
Märkt ist der nördlichste und von der Fläche kleinste Stadtteil von Weil am Rhein. Märkt liegt zwischen der Kernstadt und der Gemeinde Efringen-Kirchen. Nördlich des Dorfkerns verläuft die Kander, die ein paar Kilometer weiter in den Rhein mündet. Seine erste urkundliche Erwähnung erfuhr der Ort 1169 als Matro. Vor der Begradigung des Rheines lag der Ort an einer Schlinge des Flusses und war lange Zeit Fischerdorf.

## Geschichte
Im Jahr 1169 wurde Märkt in einer Streitakte zwischen Kloster Stein am Rhein und den Freiherren von Kirchen als Matro erwähnt. Weitere urkundliche Erwähnungen waren 1215 als Matir, 1241 als Matro und 1354 als Merkt. Der Name geht auf eine vorgermanische Gewässerbezeichnung zurück. Aufgrund des schmalen Gebietsstreifens zwischen dem Rhein und Eimeldingen dürfte es ein Ausbauort von Eimeldingen gewesen sein. Märkt gehörte, wie viele andere Orte in der Umgebung, zum Herrschaftsbereich der Herren von Rötteln, die Lehensleute der Basler Bischöfe waren.
Das ehemalige Fischerdorf liegt mit 260 Metern vergleichsweise tief und damit im Überflutungsbereich des Rheins. Einen Teil seiner Gemarkungsfläche verlor Märkt durch die Überflutung einiger Inseln auf dem Rhein. Mit der Korrektur des Stromverlaufs des Rheins 1918 ging der letzte Rest an bewirtschafteter Inselfläche verloren. Der Bau des Stauwehrs zwischen 1928 und 1932 als Ausgangspunkt des neu erschlossenen Rheinseitenkanals brachte dem Ort einen wirtschaftlichen Aufschwung. Allerdings gingen damit auch die Möglichkeiten der Fischerei deutlich zurück. Im Zweiten Weltkrieg wurde der Ort fast vollständig zerstört. Ende der 1950er Jahre wurde die A 5 bis nach Märkt geführt. Durch den Autobahnbau wurde Märkt 1956 in eine westlich und östliche Hälfte geteilt und verlor rund 7 % seines nutzbaren Ackerlandes, was eine Flurbereinigung erforderlich machte.
Am 1. Januar 1975 wurde der Ort gegen den Willen der Bevölkerung nach Weil am Rhein eingemeindet. Entlang der Autobahn hat sich auf der Märkter Gemarkung eine kompakte Industriezone entwickelt und die Bevölkerung hat sich zwischen 1950 und 2010 nahezu verdreifacht.

## Wappen
Das Wappen zeigt einen schwarzen Anker auf silbernem (weißem) Grund. Es deutet auf den Urberuf des Dorfes, die Fischerei, hin und wurde seit 1908 auf Vorschlag des Generallandesarchivs verwendet.

## Kultur, Sehenswürdigkeiten und Infrastruktur

### Ortsbild und Bauwerke

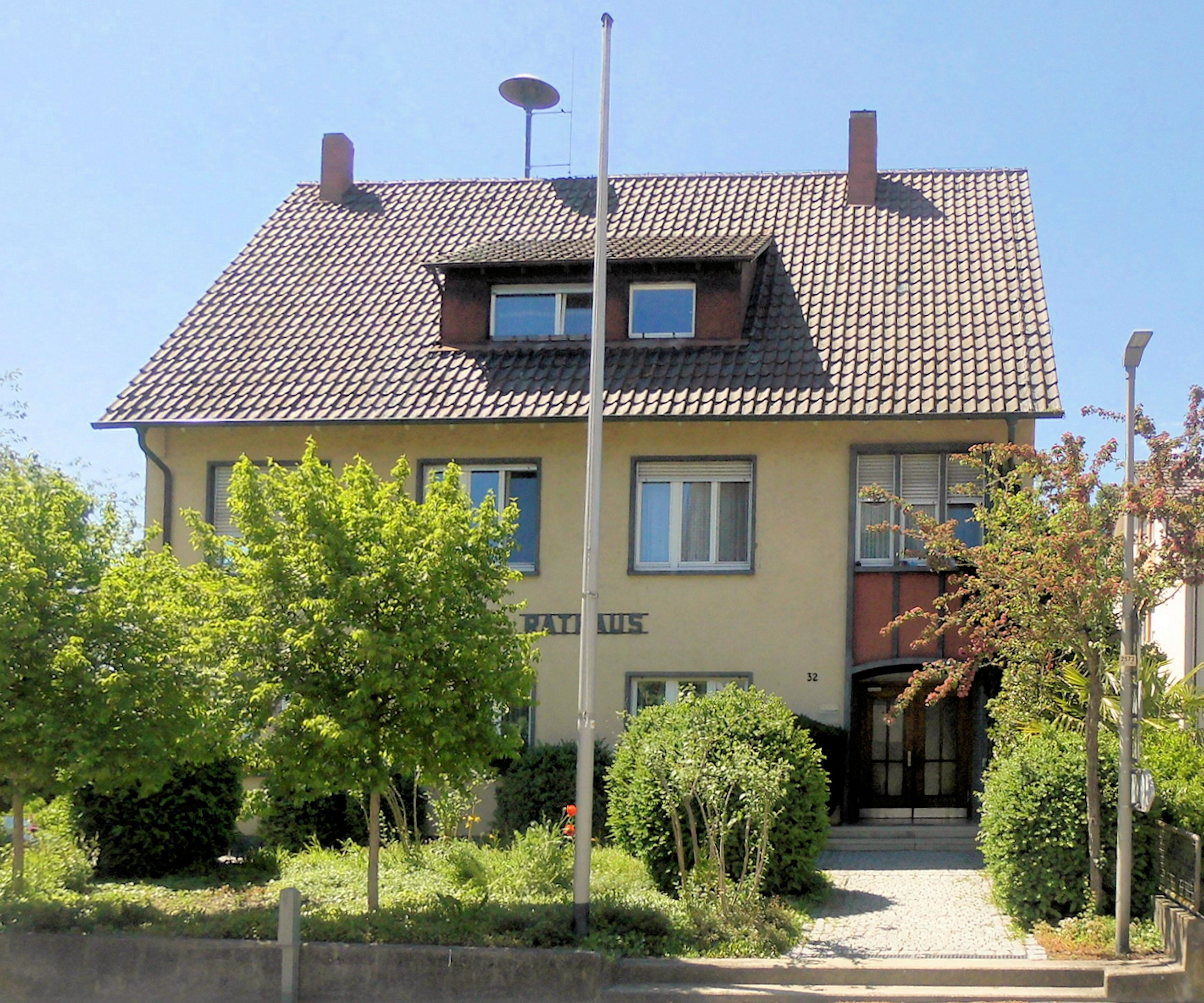
Rathaus (Ortsverwaltung)

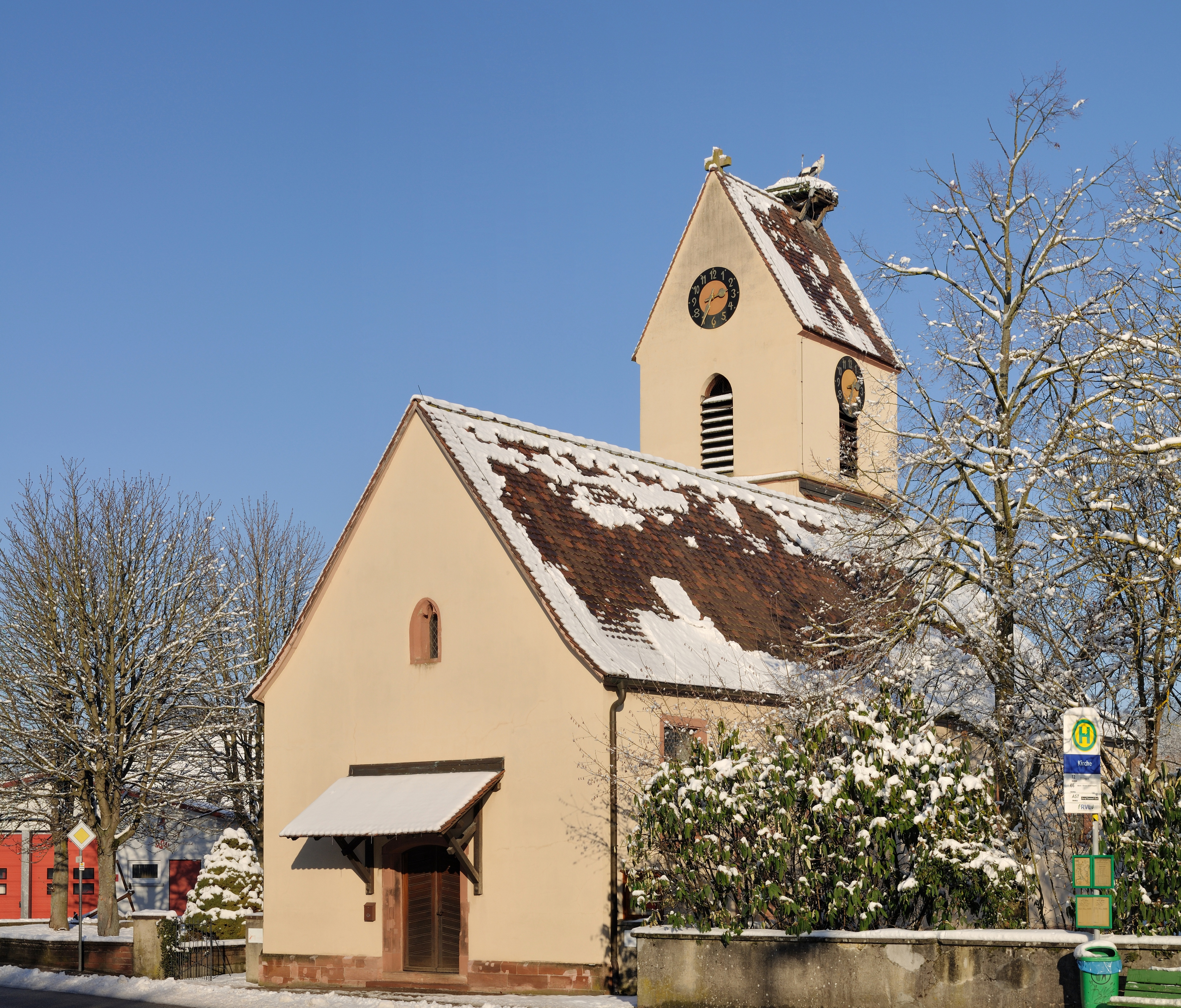
Evangelische Kirche

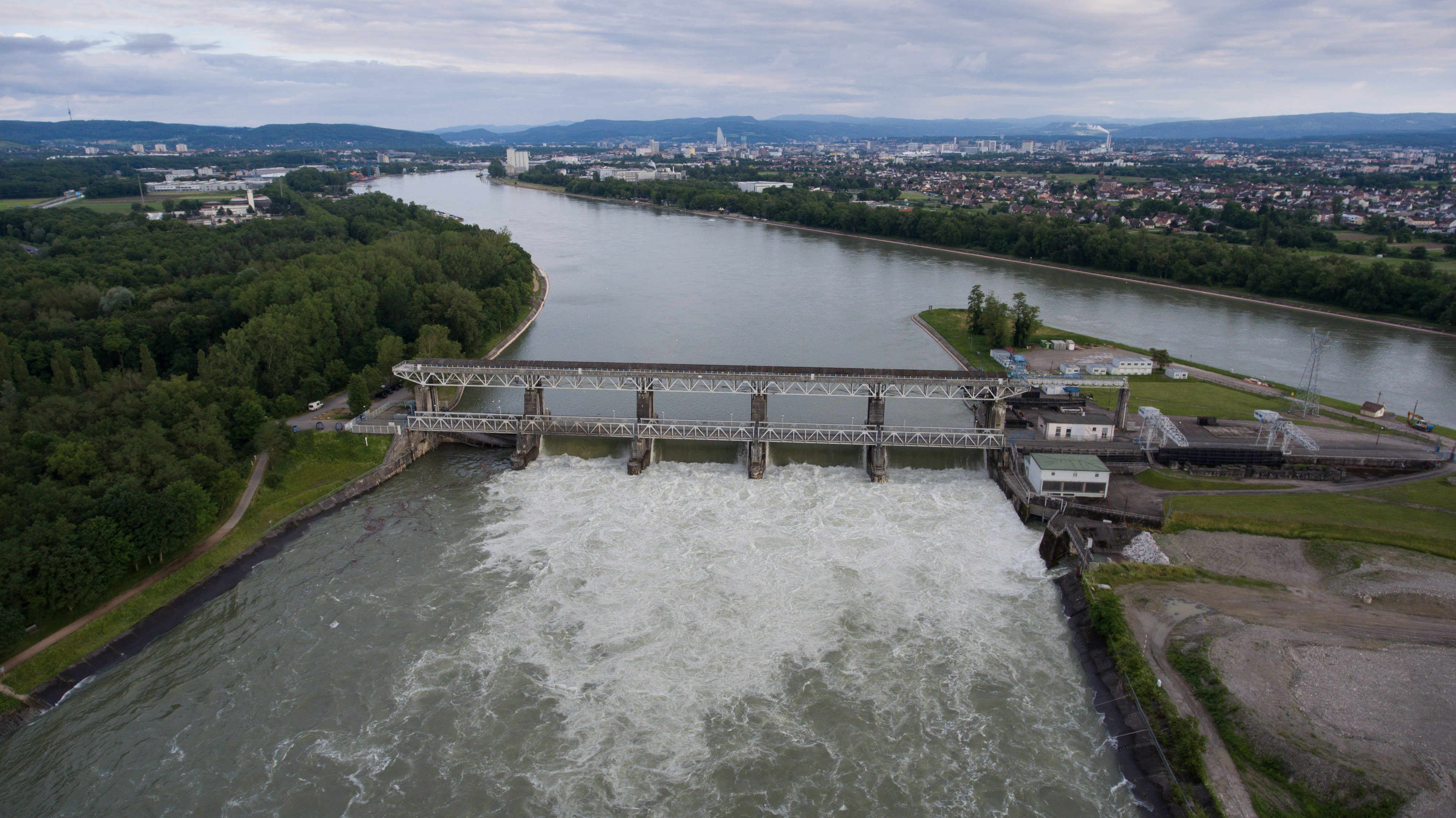
Luftaufnahme Stauwehr Märkt von Norden, in der Mitte Südspitze der Île de Rhin

Märkt ist ein Haufendorf mit lockerer Bebauung. Durch die A 5 wird die Gemarkungsfläche in zwei Hälften unterteilt. Im östlichen Teil befindet sich der Dorfkern, im westlichen Teil ausschließlich ein Industriegebiet. Größte Firma am Ort ist der Automatisierungstechnikhersteller Conductix-Wampfler.
Die evangelische Kirche in Märkt geht auf das späte 14. oder frühe 15. Jahrhundert zurück. Im Chor befinden sich Fresken des 15. Jahrhunderts; sie wurden 1959 restauriert. Der Innenraum der gotischen Saalkirche und der Chor sind durch einen Triumphbogen abgetrennt.
Das 1932 fertiggestellte Stauwehr Märkt, das zum Kraftwerk Kembs gehört, bildet den südlichen Ausgangspunkt des Rheinseitenkanals. Das Wehr südwestlich des Dorfkerns ist Teil der Usine Hydroélectrique de Kembs. 1944 wurde es durch britischen Bombenbeschuss teilweise beschädigt. Seit 1995 ist es ein für Fußgänger und Radfahrer öffentlich begehbarer Steg über den Altrhein zur Île de Rhin. Deren Ostufer liegt infolge Anschwemmungen von Geröll heute diesseits der deutschen Grenzlinie. Ein paar Kilometer flussabwärts befinden sich die Isteiner Schwellen.

### Bildung
Der Ort verfügt seit 1737 über einen Schulbetrieb. Die heutige Grundschule ist nach dem Künstler Hermann Daur benannt. Das Schulgebäude wurde 1966 eingeweiht. Das frühere Schulgebäude beherbergt seit dieser Zeit einen nach dem heiligen St. Nikolaus benannten evangelischen Kindergarten.

### Verkehr
Märkt befindet sich verkehrstechnisch in einer Randlage, liegt aber trotzdem nur wenige Kilometer vom überregionalen Straßennetz entfernt. Durch den Ort verläuft die Hauptstraße (Rheinstraße) in Ost-Südwest-Richtung. Nach Osten führt sie zur B3 und von dort weiter auf die A 98. Nach Südwesten verläuft sie parallel zum Rhein und führt zum Weiler Hafen weiter nach Friedlingen. Im Ortskern zweigt eine weitere Straße nach Südosten und führt durch ein bewaldetes Gebiet nach Haltingen. Auf Märkter Gemarkung befindet sich teilweise das Autobahndreieck Weil am Rhein.

## Persönlichkeiten
- Christian Streich (* 1965), ex-Trainer SC Freiburg, spielte in der Jugend bei der SpVgg Märkt-Eimeldingen.